# صندوق بین‌المللی توسعه کشاورزی
صندوق بین‌المللی توسعه کشاورزی یا آیفاد (به انگلیسی: International Fund for Agricultural Development یا IFAD) در سال ۱۹۷۷ به عنوان یکی از مهم‌ترین نتایج کنفرانس جهانی تغذیه در سال ۱۹۷۴ به وجود آمد. صندوق بین‌المللی توسعه کشاورزی یک سازمان مالی و بین‌المللی و یک سازمان تخصصی وابسته به سازمان ملل متحد به‌شمار می‌آید. این سازمان یک همکاری استثنایی بین کشورهای عضو در سازمان‌های اوپک و سازمان همکاری اقتصادی و توسعه و دیگر کشورهای در حال توسعه است. مهم‌ترین هدف این سازمان اعطای وام و ارتقا سطح زیر ساخت‌های روستایی به منظور رشد و توسعه امور کشاورزی در مناطق در حال توسعه و محروم جهان است. این صندوق که مقر اصلی آن در رم قرار دارد، نقش مشاور جهانی در امور غذایی را هم به عهده دارد.

## تاریخچه
کنفرانس جهانی تغذیه در پاسخ به بحران غذا در اوایل دههٔ ۱۹۷۰ و تأثیری که در کشورهای ساحلی آفریقا گذاشته بود، سازمان یافت. اعضای شرکت‌کننده در این کنفرانس به این مهم رسیدند که باید هرچه سریع‌تر برای مدیریت بهتر پروژه‌های مربوط به توسعهٔ کشاورزی و تولید غذا، سازمانی به نام صندوق بین‌المللی توسعه کشاورزی را تأسیس کنند. از دیگر نتایج مهم این کنفرانس دست‌یابی به این نتیجه بود که دلیل ناامنی در تغذیه و ایجاد خشک‌سالی به عدم تولید غذا مربوط نمی‌شود و ناشی از مشکلات ساختاری در ارتباط با فقر و این واقعیت که اکثر فقیرترین جمعیت‌های کشورهای در حال توسعه در مناطق روستایی متمرکز شده‌اند، می‌باشد.

## عضویت

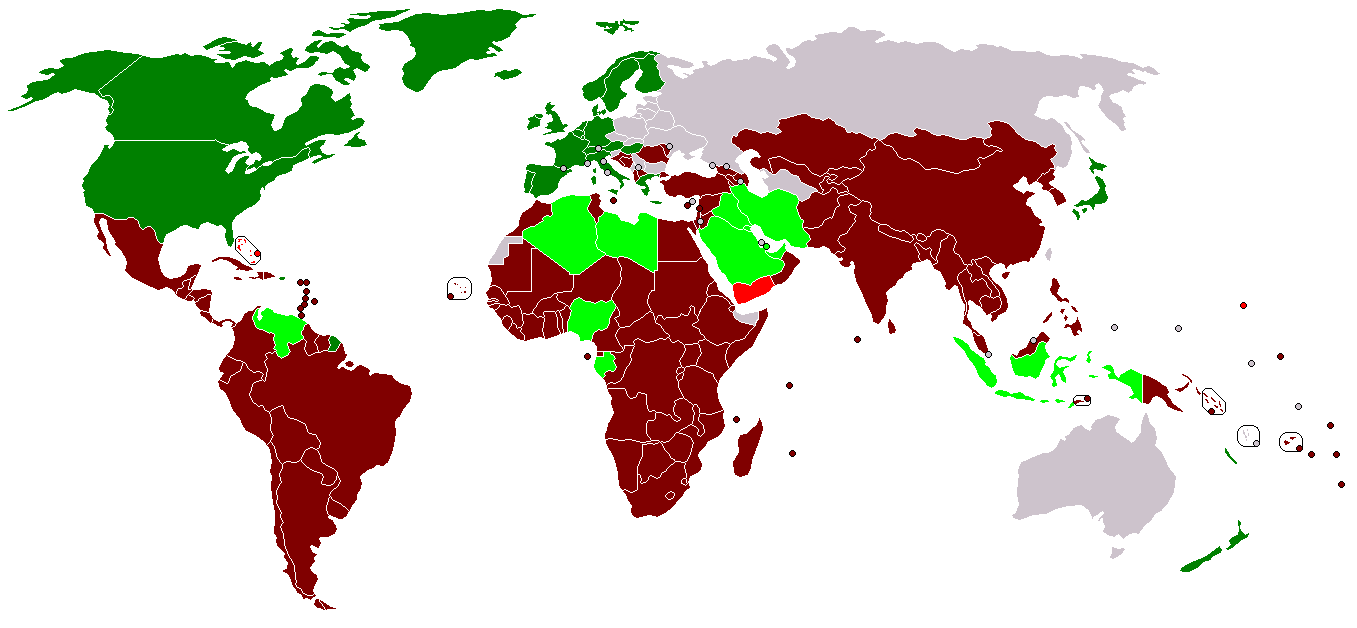
طبق نقشه کشورهای تحت صندوق بین‌المللی توسعه کشاورزی یا آیفاد

هر یک از دولت‌هایی که عضو سازمان ملل متحد یا سازمان‌های تخصصی وابسته به ملل متحد یا آژانس بین‌المللی انرژی اتمی هستند می‌توانند به عضویت ایفاد درآیند. هم‌اکنون تعداد اعضای این سازمان ۱۶۷ دولت عضو است که متشکل از دولت‌های توسعه یافته، دولت‌های صادرکنندهٔ نفت، دولت‌های در حال توسعه و سایر دولت‌ها می‌باشد.

## اهداف

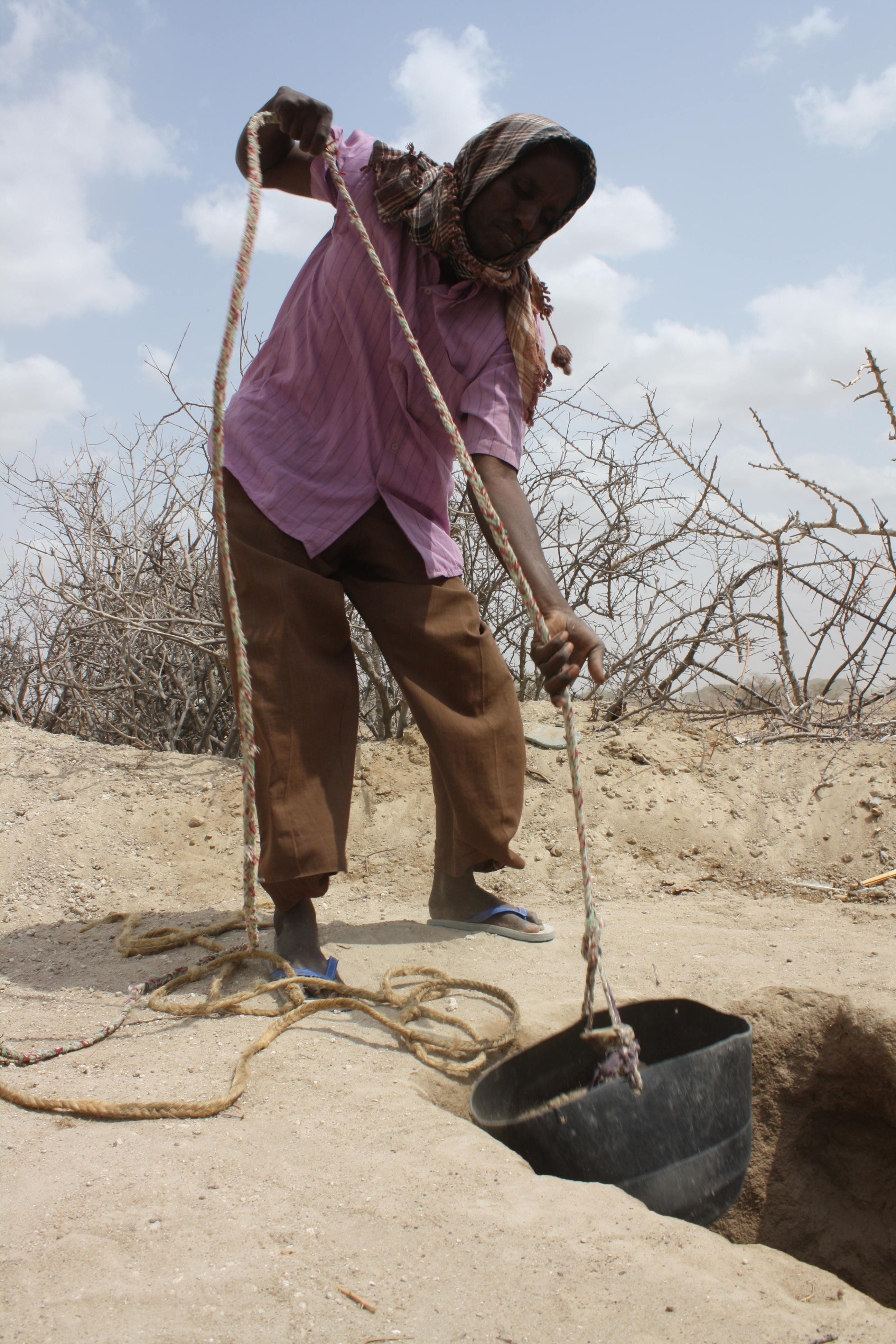
مردی در یکی از روستاهای آفریقا به علت خشک‌سالی شدید و فقدان منابع مجبور به حفر آبریز شده‌است.

ایفای فعالیت‌های خود را به ریشه‌کن کردن فقر و مبارزه با گرسنگی در مناطق روستایی کشورهای در حال توسعه اختصاص داده‌است. ۷۵٪ از فقیرترین مردم جهان (تقریباً ۱ میلیارد زن، مرد و کودک) در مناطق روستایی زندگی می‌کنند و معاش‌شان به کشاورزی وابستگی مستقیمی دارد از این رو ایفاد فعالیت‌های خود را بر روی ۷۵ کشور و مردم فقیر روستانشین که کم‌ترین درآمد را داشته‌اند و با کمبود غذای شدیدی مواجه هستند متمرکز کرده‌است. مهم‌ترین هدف این سازمان توانمندسازی زنان و مردان فقیر کشورهای در حال توسعه برای رسیدن به سطح بالاتری از درآمد و امنیت غذایی است.
همان‌طور که در چارچوب اهداف استراتژیک صندوق آمده‌است، این سازمان متعهد شده‌است بر اساس اهداف توسعه هزاره نسبت درصد گرسنگی و افراد فقیر را به نصف تقلیل دهد. ایفاد معتقد است در صورتی‌که فقر ریشه‌کن شود افراد فقیر در مناطق روستایی این توانایی را دارند که جریان رشد و تکامل خود را هدایت کنند، سازمان‌های تشکیلاتی خود را گسترش دهند و موانعی را که بر سر ایجاد یک وضعیت خوب معیشتی است از سر راه خود بردارند. گروه‌های هدف صندوق توسعه کشاورزی، کشاورزان خرده‌پا، کارگران زمین‌های کشاورزی، گله‌داران، جنگل‌بانان، ماهی‌گیران، کارآفرینان کوچک و مردمان بومی روستایی به خصوص زنان فقیر را دربر می‌گیرید.

## ساختار
صندوق بین‌المللی توسعهٔ کشاورزی از سه رکن اصلی تشکیل شده‌است:

### شورای مدیران
شورای مدیران مرکب از تمامی دولت‌های عضو است و عالی‌ترین رکن سازمان محسوب می‌شود. این شورا اختیار تصمیم‌گیری در خصوص کلیهٔ موضوعات را دارد و می‌تواند بخشی از وظایف خود را به شورای اداری تفویض کند. شورا دارای اختیاراتی نظیر پذیرش اعضای نو، انتخاب رئیس صندوق، تصمیم‌گیری در خصوص موضوعات مربوط به کرسی‌های دائمی، تصویب بودجهٔ اجرایی و تصویب سیاست‌ها، معیارها و قوانین اجرایی صندوق است. این رکن صندوق، هر سال تشکیل جلسه می‌دهد و می‌تواند در صورت لزوم اجلاس فوق‌العاده هم برگزار نماید.

### شورای اداری
شورای اداری مرکب از ۱۸ عضو اصلی و ۱۸ عضو فرعی است. این اعضا را شورای مدیران در جلسه‌ای به مدت ۳ سال انتخاب می‌کند. این شورا مسئول امور جاری صندوق است و قدرت لازم در خصوص تصویب و نظارت بر طرح‌ها، برنامه‌ها، وام‌ها و کمک‌های بلاعوض مالی، به تأخیر انداختن تصویب نهایی تصمیمات شورای مدیران در هر امر مربوط به سیاست‌ها، بودجهٔ اجرایی سالانه و ساز و کارهای پذیرش اعضا و کارمندان صندوق را نیز، دارد. شورای اداری معمولاً، سالی ۳ بار در ماه‌های آوریل، سپتامبر و دسامبر تشکیل جلسه می‌دهد. جلسه‌های این شورا به وسیلهٔ رئیس صندوق اداره می‌شود.

### ریاست
رئیس صندوق که برای یک دورهٔ ۴ ساله این سمت را بر عهده دارد (یک بار هم قابل تجدید است)، مسئول ادارهٔ صندوق می‌باشد. رئیس صندوق هم چنین ریاست شورای اداری را هم بر عهده دارد. هم‌اکنون کانیو اف نوانز به عنوان پنجمین رئیس ایفاد از ۱ آوریل ۲۰۰۹ در این سمت خدمت می‌کند.